# جيرو دي توسكانا 2017
جيرو دي توسكانا 2017 (بالألمانية: Giro della Toscana 2017) هو سباق دراجات هوائية، وهو الموسم رقم 89 من السباق، وأقيم خلال الفترة 26 سبتمبر 2017، وحتى 27 سبتمبر 2017، وامتدّ لمسافة 346.9 كيلومتر، وهو أحد سباقات طواف أوروبا للدراجات 2017، وهو من نوع سباق يوم واحد، وهو من نوع سباق الدراجات، وقد شارك في السباق 117 متسابقاً ووصل إلى نهايته 81 متسابقاً.
فاز فيه بالمركز الأول ويليام مارتن، وبالمركز الثاني جيوفاني فيسكونتي، وبالمركز الثالث ماتيا كاتانيو، والفريق الفائز في ترتيب الفرق Wanty-Groupe Gobert 2017.

## الفرق
| فرق عالمية (3)- Bahrain-Merida - UAE Team Emirates - Dimension Data فرق قارية محترفة (9)- Wanty-Groupe Gobert - أندروني جوكاتولي-سيدرمك ‏ - Fortuneo-Oscaro - نيبو-فيني فانتيني 2017 ‏ - كاجا رورال-سيغوروس 2017 ‏ - Bardiani CSF - غازبروم روسفيلو ‏ - Israel Cycling Academy - ويلير تريستينا-سيل إيطاليا 2017 ‏ فرق قارية (3)- MG.K vis Colors for Peace ‏ - فريق تيرول كيه تي إم للدراجات ‏ - D'Amico–UM Tools ‏ |  |
| |  |

## المراحل
| المرحلة   | التاريخ   | الدورة                | type         | المسافة (كم) | الفائز بالمرحلة | القائد العام |
| --------- | --------- | --------------------- | ------------ | ------------ | --------------- | ------------ |
| المرحلة 1 | 26 سبتمبر | بونتيديرا – بونتيديرا | مرحلة التلال | 181٫8        | ستيف كامينغز    | ستيف كامينغز |
| المرحلة 2 | 27 سبتمبر | لاجاتيكو – فولتيرا    | مرحلة جبلية  | 165٫1        | ويليام مارتن    | ويليام مارتن |

## النتيجة

### مرحلة 1
هي مرحلة جبلية، أجريت في 26 سبتمبر 2017 فاز بالمرحلة ستيف كامينغز، ومتصدر الترتيب العام في نهاية المرحلة ستيف كامينغز.
| \| التصنيف العام \| التصنيف العام \| التصنيف العام \| التصنيف العام \| التصنيف العام \| \| العداء \| العداء \| الفريق \| الوقت \| \| \| ------------- \| ------------- \| ------------- \| ------------- \| ------------- \| |        |        |       |  |
| |        |        |       |  |
| |        |        |       |  |
| التصنيف العام |        |        |       |  |
| العداء | العداء | الفريق | الوقت |  |

### مرحلة 2
هي مرحلة جبلية، أجريت في 27 سبتمبر 2017 فاز بالمرحلة ويليام مارتن، ومتصدر الترتيب العام في نهاية المرحلة ويليام مارتن.
| \| التصنيف العام \| التصنيف العام \| التصنيف العام \| التصنيف العام \| التصنيف العام \| \| العداء \| العداء \| الفريق \| الوقت \| \| \| ------------- \| ------------- \| ------------- \| ------------- \| ------------- \| |        |        |       |  |
| |        |        |       |  |
| |        |        |       |  |
| التصنيف العام |        |        |       |  |
| العداء | العداء | الفريق | الوقت |  |

## الفائزون
| الترتيب  | الفائز              |
| -------- | ------------------- |
| الفائز   | ويليام مارتن        |
| الثاني   | جيوفاني فيسكونتي    |
| الثالث   | ماتيا كاتانيو       |
| أفضل شاب | إيغان بيرنال        |
| الفريق   | Wanty-Groupe Gobert |

## وصلات خارجية
- لمحة عن سباق جيرو دي توسكانا 2017 على موقع  ProCyclingStats   (برو  سايكلنج  ستاتس) - إحصاءات  محترفي  الدراجات.
- جيرو دي توسكانا 2017 على موقع إحصائيات الدراجات الإحترافية (الإنجليزية)